# Аарон Давид Гордон
Аарон Давид Гордон (9 червня 1856, Троянів, Волинська губернія Російської імперії, нині Україна — 22 лютого 1922, Дганія, Палестина) — єврейський філософ, діяч раннього сіонізму, ідеолог сіоністського руху «Ха-Поель ха-Цаїр».

## Біографія
Народився в 1856 році (Енциклопедія Британіка вказує в якості дати народження 9 або 10 червня) в заможній єврейській родині і одержав традиційне виховання; через погане здоров'я з ним займався приватний вчитель. Пізніше самостійно вивчив російську, німецьку і французьку мови і отримав повну загальну освіту, в тому числі рік провчився у Вільні.
Після того, як за станом здоров'я він був звільнений від служби в армії, Гордон одружився і 23 роки прожив в селі Могильна, працюючи на свого родича, барона Р. О. Гінцбурга. У 1904 році, після смерті батьків, перебрався до Палестини, де, незважаючи на вже не юний вік і відсутність навичок фізичної праці, відмовився від кар'єри службовця і працював на сільськогосподарських роботах (на виноградниках і апельсинових плантаціях Петах-Тікви та винному заводі Рішон-ле-Ціона). Важка праця незабаром привела до погіршення стану здоров'я Гордона, і його рідним довелося взяти на себе турботу про нього. З 1909 року він почав писати статті в журналі «Ха-Поель ха-Цаїр».
У 1912 році Гордон перебрався в Галілею, де провів решту життя працюючи на землі. Після початку світової війни піддавався переслідуванням з боку турецької влади. У 1913 році взяв участь у роботі XI сіоністського конгресу у Відні, а в 1920 році в конференції руху «Ха-Поель ха-Цаїр» в Празі. Помер у 1922 році в кібуці Дганія-Алеф від раку.
Ідеї Гордона вплинули на програму руху (згодом-партії) «Ха-Поель ха-Цаїр», хоча офіційно він не був її членом, відкидаючи партійне ділення в ішуві. Його ім'я було присвоєно молодіжному руху «Гордонія», серед основних принципів якого був акцент на самостійній праці, а також ідея відродження самодостатньої єврейської нації на Землі Ізраїлю.